# پشمیسواف ساله‌تا
پشمیسواف ساله‌تا (لهستانی: Przemysław Saleta؛ ‏ تلفظ لهستانی: [pʂɛˈmɨswaf]؛ زادهٔ ۷ مارس ۱۹۶۸) بوکسور حرفه‌ای اهل لهستان و قهرمان پیشین کیک‌بوکسینگ و هنرهای رزمی ترکیبی بود که بعدها روزنامه‌نگار و بازیگر تلویزیون شد.
از فیلم‌ها یا مجموعه‌های تلویزیونی که وی در آن‌ها نقش داشته است، می‌توان به ورای تخت جراحی اشاره نمود.